# Rhamnus spathulifolius
Rhamnus spathulifolius är en brakvedsväxtart som beskrevs av Fisch. och C.A. Mey.. Rhamnus spathulifolius ingår i släktet getaplar, och familjen brakvedsväxter. Inga underarter finns listade i Catalogue of Life.